# Johann Jakob Hauer
Johann Jakob Hauer (* 10. März 1751 in Gau-Algesheim/Rheinhessen; † 3. Juni 1829 in Blois, Département Loir-et-Cher), auch Jean-Jacques Hauer, war ein Maler in der Zeit der Französischen Revolution, der napoleonischen Herrschaft und der Restauration.

## Leben
Hauer, der Sohn des Schneidermeisters Georg Philipp Hauer aus Bleidenstadt/Taunus und der Susanne geborene Specht aus Gau-Algesheim, wurde am 11. März 1751 in der Pfarrkirche St. Cosmas und St. Damian zu Gau-Algesheim getauft. Nach Johann Jakob bekam das Paar drei weitere Kinde, Johann Philipp (1753), Jakob Wilhelm (1756) und Maria Anna (1759), die nach nur sechs Monaten starb. Um 1760 zogen Georg und Susanne Hauer mit den drei Söhnen von Gau-Algesheim weg.
Johann Jakob Hauers Lehrer in Gau-Algesheim war der Schulrektor Johann Bernhard Vogel. Erste Lehrjahre durchlief Hauer schließlich bei dem kurpfälzischen Hofmaler Johann Philipp Hoffmeister in Mannheim. Im Mai 1769 ließ sich Hauer unter der laufenden Nummer 23 in die königliche Künstlerakademie zu Paris eintragen. Als Bürgen benannte er seinen Onkel, den Graveur und Kupferstecher Johann Jakob Hauer, der in Paris wohnte. In der Akademie wurde Hauer Schüler von Jacques-Louis David (1748–1825).
Im Sommer 1789 diente Jean Jacques Hauer als Kommandant im 2. Bataillon der Garde Nationale. 1792 wurde er als Kapitän der Nationalgarde Kommandant des Bataillons der Section des Cordeliers. Der Club des Cordeliers, benannt nach dem Couvent des Cordeliers in der Rue de l'École-de-Médecine auf dem linken Seine-Ufer, zählte mit Georges Danton und Jean Paul Marat zu den radikalen Clubs unter den Revolutionären. Hauer vertrat später als Beamter die Section Théâtre-Français, die nach einer Neueinteilung der Stadt in 48 Sektionen gebildet wurde. In derselben Sektion gegenüber dem Club wohnte Marat, als dieser am 13. Juli 1793 von der jungen normannischen Adligen Charlotte Corday ermordet wurde. Die Mörderin wurde in das benachbarte Gefängnis Conciergerie, das „Vorzimmer“ zur Guillotine, gebracht. Da Hauer als Kommandant für die öffentliche Sicherheit und Ordnung zu sorgen hatte, konnte er die prominenten Gefangenen besuchen und – wie im Fall der Charlotte Corday geschehen – auch malen.
Die Begegnung zwischen Charlotte Corday und Hauer beschreibt Jules Michelet in seiner Geschichte der Französischen Revolution: „Sie hatte während der Verhandlung einen Maler bemerkt, der ihre Züge festzuhalten suchte und sie mit lebhaftem Interesse betrachtete. Sie hatte sich ihm zugewandt. Nach der Urteilsverkündung ließ sie ihn rufen und schenkte ihm die letzten Augenblicke, die ihr vor der Hinrichtung blieben. Der Maler, Hauer, war Vizekommandant des Bataillons der Cordeliers. Diesem Titel vielleicht verdankte er die Vergünstigung, dass man ihn ohne einen anderen Zeugen als einen Gendarmen bei ihr ließ. Sie plauderte völlig ruhig mit ihm über belanglose Dinge, doch auch über das Ereignis des Tages und über den Frieden, den sie in sich fühlte. Sie bat Hauer, eine kleine Kopie von dem Bild zu machen und diese ihrer Familie zu schicken.“,
Obwohl Hauer die Möglichkeit hatte, berühmte Persönlichkeiten zu malen oder historische Szenen wie den Tod des Marat oder Das Souper der königlichen Familie im Gefängnis im Bild festzuhalten, konnte er daraus kaum Gewinn schlagen. Immerhin rettete er sich und sein Leben über die Zeiten von Revolution und Gegenrevolution hinweg, malte Porträts und Szenen aus dem Leben der höheren Stände, und wurde 1820 schließlich in Blois (Département Loir-et-Cher) ansässig.
Johann Jakob Hauer war mit Marie Julie Depart verheiratet. Sie hatten eine Tochter und einen Sohn Jules, der später Präsident des Tribunal civil in Arcis-sur-Aube wurde.
1986 wurde im südlichen Teil von Gau-Algesheim eine Straße nach Johann Jakob Hauer benannt; an ihrem Anfang steht seit 2012 eine Erinnerungstafel zu Leben und Werk Hauers.

## Werke

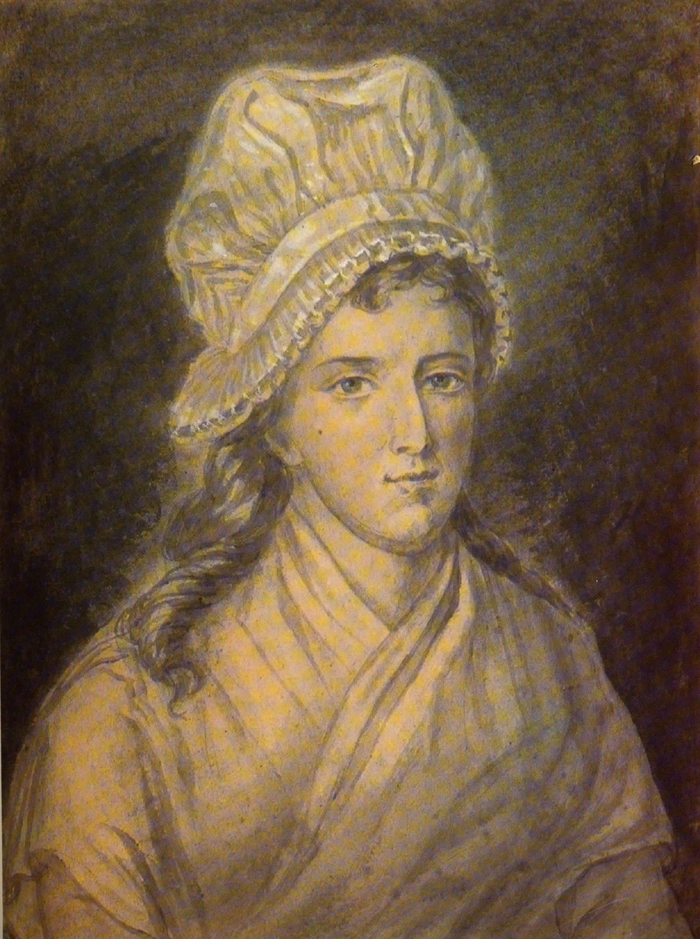
Charlotte Corday; Musée Lambinet, Versailles

- General Lafayette und seine Frau (Ölgemälde, 1791)
- Abendessen der königlichen Familie im Temple (Federzeichnung, 1791)
- Abendessen der königlichen Familie im Temple (Federzeichnung, 1792)
- Tod des Marat (Ölgemälde, 1793)
- Charlotte Corday (Ölgemälde und Federzeichnung, 1793)
- Abschied Ludwigs XVI. von seiner Familie (Ölgemälde, 1793)
- Ludwig XVI. und der Abbé Edgeworth de Firmont (Ölgemälde, 1794)
- Hinrichtung des Königs Ludwig XVI. (Ölgemälde, 1795)
- Der Thronfolger wird von seiner Mutter getrennt (Ölgemälde, 1795)
- Passage de la duchesse Marie Thérèse Charlotte d’Angoulême à Blois (Ölgemälde, 1823)
- Portrait des Präfekten Corbigny (Ölgemälde, 1829)
- Verschollene Ölgemälde: Une Forge National (1795), Une Ferme (1795), Le bon et le mauvais exemple (1796), Un veillard recervant le secours d’une famille charitable (1796), Un homme ivre et deux jeunes débauchés (1796)